# México en la Copa Mundial de Fútbol de 2022
La selección de México fue uno de los treinta y dos equipos participantes en la Copa Mundial de Fútbol de 2022, torneo que se llevó a cabo del 20 de noviembre al 18 de diciembre en Catar.
Fue la decimoséptima participación de México, formó parte del Grupo C, junto a Arabia Saudita, Argentina y Polonia.
México fue eliminada en la fase de grupos de una Copa Mundial de Fútbol por primera vez desde Argentina 1978.

## Clasificación

### Tabla de posiciones

#### Tercera ronda (Octagonal final)
| Pos. | Selección      | Pts. | PJ | PG | PE | PP | GF | GC | Dif. |
| ---- | -------------- | ---- | -- | -- | -- | -- | -- | -- | ---- |
| 1.   | Canadá         | 28   | 14 | 8  | 4  | 2  | 23 | 7  | 16   |
| 2.   | México         | 28   | 14 | 8  | 4  | 2  | 17 | 8  | 9    |
| 3.   | Estados Unidos | 25   | 14 | 7  | 4  | 3  | 21 | 10 | 11   |
| 4.   | Costa Rica     | 25   | 14 | 7  | 4  | 3  | 13 | 8  | 5    |
| 5.   | Panamá         | 21   | 14 | 6  | 3  | 5  | 17 | 19 | −2   |
| 6.   | Jamaica        | 11   | 14 | 2  | 5  | 7  | 12 | 22 | −10  |
| 7.   | El Salvador    | 10   | 14 | 2  | 4  | 8  | 8  | 18 | −10  |
| 8.   | Honduras       | 4    | 14 | 0  | 4  | 10 | 7  | 26 | −19  |

## Preparación

### Partidos previos
Datos correspondientes al periodo entre la finalización de la Copa de Oro 2021 y el inicio de la Copa Mundial de Fútbol de 2022
| Fecha                    | Lugar       | Competición      |         |                    | Resultado |                      |           |
| ------------------------ | ----------- | ---------------- | ------- | ------------------ | --------- | -------------------- | --------- |
| 27 de octubre de 2021    | Charlotte   | Amistoso         | México  | Bandera de México  | 2:3 (1:2) | Bandera de Ecuador   | Ecuador   |
| 8 de diciembre de 2021   | Austin      | Amistoso         | México  | Bandera de México  | 2:2 (1:1) | Bandera de Chile     | Chile     |
| 27 de abril de 2022      | Orlando     | Amistoso         | México  | Bandera de México  | 0:0       | Bandera de Guatemala | Guatemala |
| 28 de mayo de 2022       | Arlington   | Amistoso         | México  | Bandera de México  | 2:1 (1:0) | Bandera de Nigeria   | Nigeria   |
| 2 de junio de 2022       | Glendale    | Amistoso         | México  | Bandera de México  | 0:3 (0:1) | Bandera de Uruguay   | Uruguay   |
| 5 de junio de 2022       | Chicago     | Amistoso         | México  | Bandera de México  | 0:0       | Bandera de Ecuador   | Ecuador   |
| 11 de junio de 2022      | Torreón     | Liga de Naciones | México  | Bandera de México  | 3:0 (2:0) | Bandera de Surinam   | Surinam   |
| 14 de junio de 2022      | Kingston    | Liga de Naciones | Jamaica | Bandera de Jamaica | 1:1 (1:1) | Bandera de México    | México    |
| 31 de agosto de 2022     | Atlanta     | Amistoso         | México  | Bandera de México  | 0:1 (0:0) | Bandera de Paraguay  | Paraguay  |
| 24 de septiembre de 2022 | Pasadena    | Amistoso         | México  | Bandera de México  | 1:0 (0:0) | Bandera de Perú      | Perú      |
| 27 de septiembre de 2022 | Santa Clara | Amistoso         | México  | Bandera de México  | 2:3 (2:0) | Bandera de Colombia  | Colombia  |
| 9 de noviembre de 2022   | Gerona      | Amistoso         | México  | Bandera de México  | 4:0 (1:0) | Bandera de Irak      | Irak      |
| 16 de noviembre de 2022  | Gerona      | Amistoso         | México  | Bandera de México  | 1:2 (0:0) | Bandera de Suecia    | Suecia    |

| 27 de abril de 2022 | México | 0:0     | Guatemala | Camping World Stadium, Orlando |                        |
| 20:00 (UCT+1)       |        | Reporte |           | Árbitro(s): Reon Radix         | Árbitro(s): Reon Radix |

| 28 de mayo de 2022 | México                                  | 2:1     | Nigeria       | AT&T Stadium, Arlington |  |
| 19:08 (UCT+1)      | - Giménez 12' - Troost-Ekong 56' (a.g.) | Reporte | - Dessers 54' |                         |  |

| 2 de junio de 2022 | México | 0:3     | Uruguay                        | State Farm Stadium, Glendale |  |
| 21:00 (UCT+1)      |        | Reporte | - Vecino 35' - Cavani 46', 54' |                              |  |

| 5 de junio de 2022 | México | 0:0     | Ecuador | Soldier Field, Chicago |  |
| 18:30 (UCT+1)      |        | Reporte |         |                        |  |

| 31 de agosto de 2022 | México | 0:1     | Paraguay       | Mercedes-Benz Stadium, Atlanta |  |
| 20:00 (UCT+1)        |        | Reporte | - González 50' |                                |  |

| 24 de septiembre de 2022 | México     | 1:0     | Perú | Estadio Rose Bowl, Pasadena     |                                 |
| 18:00 (UCT+1)            | Lozano 84' | Reporte |      | Asistencia: 62 729 espectadores | Asistencia: 62 729 espectadores |

| 27 de septiembre de 2022 | México                        | 2:3     | Colombia                           | Levi's Stadium, Santa Clara |  |
| 19:00 (UCT+1)            | - Vega 6' (pen) - Arteaga 29' | Reporte | - Sinisterra 49' 52' - Barrios 68' |                             |  |

| 9 de noviembre de 2022 | México                                                          | 4:0     | Irak | Estadio Municipal de Montilivi, Gerona |                              |
| 21:00 (UCT+1)          | - Vega 4' - Funes Mori 48' - Gallardo 67' - Antuna 90+2' (pen.) | Reporte |      | Árbitro(s): Cuadra Fernández           | Árbitro(s): Cuadra Fernández |

| 16 de noviembre de 2022 | México   | 1:2     | Suecia                      | Estadio Municipal de Montilivi, Gerona |                        |
| 20:30 (UCT+1)           | Vega 60' | Reporte | - Rohdén 54' - Svanberg 84' | Árbitro(s): Soto Grado                 | Árbitro(s): Soto Grado |

## Uniforme

### Oficial

#### Manga corta
| Opción 1 | Opción 2 | Opción 3 | Opción 4 | Opción 5 | Opción 6 |

| Opción 1 | Opción 2 | Opción 3 | Opción 4 | Opción 5 | Opción 6 |

### Alternativo

#### Manga corta
| Opción 1 | Opción 2 | Opción 3 | Opción 4 | Opción 5 | Opción 6 |

| Opción 1 | Opción 2 | Opción 3 | Opción 4 | Opción 5 | Opción 6 |

### Portero
| Opción 1 | Opción 2 | Opción 3 | Opción 4 Ochoa vs. Argentina |

## Plantel
Lista de 26 jugadores que disputó la Copa del Mundo de Catar 2022.
- Notas:
  - Datos de goles y partidos actualizados al último encuentro disputado el 16 de noviembre de 2022.
  - Posiciones y dorsales de acuerdo al registro oficial de FIFA para la Copa Mundial.
  - Los clubes de los jugadores correspondieron a los de su registro vigente al momento de presentarse la convocatoria.
  - Para los jugadores Raúl Jiménez, Edson Álvarez, Andrés Guardado, César Montes, Jesús Gallardo, Uriel Antuna, Alexis Vega, Carlos Rodríguez y Roberto Alvarado se les omitió en su registro de partidos, el disputado el 23 de junio de 2019 contra Martinica, al tratarse de una asociación no afiliada a la FIFA, por lo cual no es válido en partidos internacionales clase "A".
  - No se incluyeron los datos de 15 futbolistas denominados "sparrings" que apoyaron al grupo en entrenamientos y preliminares: Karel Campos, Emilio Lara, Román Martínez, Víctor Guzmán Olmedo, Isaías Violante, Sebastián Pérez Bouquet, Fidel Ambríz, Heriberto Jurado, Daniel Hernández, Mauricio André Isais, Alfredo Gutiérrez Soberanes, Alí Ávila, Jorge Ruvalcaba, Santiago Trigos Nava, Emilio Martínez González.

| N.º                  | Nombre              | Posición      | Edad    | PJ  | Goles | Club                 |
| -------------------- | ------------------- | ------------- | ------- | --- | ----- | -------------------- |
| 13                   | Guillermo Ochoa     | Portero       | 39 años | 131 | 0     | C. América           |
| 1                    | Alfredo Talavera    | Portero       | 42 años | 40  | 0     | F. C. Juárez         |
| 12                   | Rodolfo Cota        | Portero       | 37 años | 8   | 0     | C. León              |
| 19                   | Jorge Sánchez       | Defensa       | 27 años | 26  | 1     | A. F. C. Ajax        |
| 4                    | Edson Álvarez       | Defensa       | 27 años | 58  | 3     | A. F. C. Ajax        |
| 2                    | Néstor Araujo       | Defensa       | 33 años | 63  | 3     | C. América           |
| 8                    | Carlos Rodríguez    | Defensa       | 28 años | 36  | 0     | C. F. Cruz Azul      |
| 6                    | Gerardo Arteaga     | Defensa       | 26 años | 17  | 1     | K. R. C. Genk        |
| 26                   | Kevin Álvarez       | Defensa       | 26 años | 8   | 0     | C. F. Pachuca        |
| 23                   | Jesús Gallardo      | Defensa       | 30 años | 78  | 1     | C. F. Monterrey      |
| 3                    | César Montes        | Defensa       | 28 años | 30  | 1     | C. F. Monterrey      |
| 15                   | Héctor Moreno       | Defensa       | 37 años | 128 | 5     | C. F. Monterrey      |
| 5                    | Johan Vásquez       | Defensa       | 26 años | 7   | 0     | U.S. Cremonese       |
| 17                   | Orbelín Pineda      | Mediocampista | 29 años | 50  | 6     | A. E. K. de Atenas   |
| 21                   | Uriel Antuna        | Mediocampista | 27 años | 36  | 9     | C. F. Cruz Azul      |
| 25                   | Roberto Alvarado    | Mediocampista | 26 años | 31  | 4     | C. D. Guadalajara    |
| 16                   | Héctor Herrera      | Mediocampista | 35 años | 102 | 10    | Houston Dynamo F. C. |
| 14                   | Érick Gutiérrez     | Mediocampista | 30 años | 34  | 1     | PSV Eindhoven        |
| 24                   | Luis Gerardo Chávez | Mediocampista | 29 años | 9   | 0     | C. F. Pachuca        |
| 7                    | Luis Romo           | Mediocampista | 30 años | 27  | 1     | C. F. Monterrey      |
| 18                   | Andrés Guardado     | Mediocampista | 38 años | 178 | 28    | Real Betis Balompié  |
| 20                   | Henry Martín        | Delantero     | 32 años | 27  | 6     | C. América           |
| 10                   | Alexis Vega         | Delantero     | 27 años | 22  | 6     | C. D. Guadalajara    |
| 22                   | Hirving Lozano      | Delantero     | 29 años | 60  | 16    | S. S. C. Napoli      |
| 11                   | Rogelio Funes Mori  | Delantero     | 34 años | 16  | 6     | C. F. Monterrey      |
| 9                    | Raúl Jiménez        | Delantero     | 34 años | 95  | 29    | Wolverhampton F. C.  |
| Bandera de Argentina | Gerardo Martino     | Entrenador    | 62 años | 63  | 114   |                      |

## Participación
- Los horarios son correspondientes a la hora local catarí (UTC+3).

### Partidos
| Fecha           | Lugar  | Instancia      | Local          |                           | Resultado |                    | Visitante |
| --------------- | ------ | -------------- | -------------- | ------------------------- | --------- | ------------------ | --------- |
| 22 de noviembre | Doha   | Fase de grupos | México         | Bandera de México         | 0:0       | Bandera de Polonia | Polonia   |
| 26 de noviembre | Lusail | Fase de grupos | Argentina      | Bandera de Argentina      | 2:0 (0:0) | Bandera de México  | México    |
| 30 de noviembre | Lusail | Fase de grupos | Arabia Saudita | Bandera de Arabia Saudita | 1:2 (0:0) | Bandera de México  | México    |

### Fase de grupos - Grupo C
| Selección      | Pts | PJ | PG | PE | PP | GF | GC | Dif |
| -------------- | --- | -- | -- | -- | -- | -- | -- | --- |
| Argentina      | 6   | 3  | 2  | 0  | 1  | 5  | 2  | +3  |
| Polonia        | 4   | 3  | 1  | 1  | 1  | 2  | 2  | 0   |
| México         | 4   | 3  | 1  | 1  | 1  | 2  | 3  | –1  |
| Arabia Saudita | 3   | 3  | 1  | 0  | 2  | 3  | 5  | –2  |

|  | Clasificados a los octavos de final. |

#### México vs. Polonia
| 22 de noviembre | México | 0:0     | Polonia | Estadio 974, Doha                                                              |                                                                                |
| 19:00           |        | Reporte |         | Asistencia: 39 369 espectadores Árbitro(s): Christopher Beath VAR: Shaun Evans | Asistencia: 39 369 espectadores Árbitro(s): Christopher Beath VAR: Shaun Evans |

| 13         | Guardameta     | Guillermo Ochoa |     |
| 19         | Defensa        | Jorge Sánchez   |     |
| 3          | Defensa        | César Montes    |     |
| 15         | Defensa        | Héctor Moreno   |     |
| 23         | Defensa        | Jesús Gallardo  |     |
| 16         | Centrocampista | Héctor Herrera  | 71' |
| 4          | Centrocampista | Edson Álvarez   |     |
| 24         | Centrocampista | Gerardo Chávez  |     |
| 22         | Delantero      | Hirving Lozano  |     |
| 20         | Delantero      | Henry Martín    | 71' |
| 10         | Delantero      | Alexis Vega     | 84' |
| Entrenador | Entrenador     | Gerardo Martino |     |

| 1          | Guardameta     | Wojciech Szczęsny   |     |
| 18         | Defensa        | Bartosz Bereszyński |     |
| 15         | Defensa        | Kamil Glik          |     |
| 14         | Defensa        | Jakub Kiwior        |     |
| 2          | Defensa        | Matty Cash          |     |
| 13         | Centrocampista | Jakub Kamiński      |     |
| 10         | Centrocampista | Grzegorz Krychowiak |     |
| 19         | Centrocampista | Sebastian Szymański | 72' |
| 20         | Centrocampista | Piotr Zieliński     | 88' |
| 21         | Centrocampista | Nicola Zalewski     | 46' |
| 9          | Delantero      | Robert Lewandowski  |     |
| Entrenador | Entrenador     | Czesław Michniewicz |     |

| 9  | Delantero      | Raúl Jiménez     | 71' |
| 8  | Defensa        | Carlos Rodríguez | 71' |
| 21 | Centrocampista | Uriel Antuna     | 84' |

| 6  | Centrocampista | Krystian Bielik       | 46' |
| 24 | Centrocampista | Przemysław Frankowski | 72' |
| 7  | Delantero      | Arkadiusz Milik       | 88' |

| Amonestado | 29' | Jorge Sánchez |
| Amonestado | 56' | Héctor Moreno |

| Amonestado | 76' | Przemysław Frankowski |

| Árbitro             | Christopher Beath  |
| Árbitros asistentes | Anton Shchetinin   |
| Árbitros asistentes | Ashley Beecham     |
| Cuarta árbitra      | Stéphanie Frappart |
| Quinta árbitra      | Neuza Back         |
| VAR                 | Shaun Evans        |
| Adicionales VAR     | Nicolás Gallo      |
| Adicionales VAR     | Martín Soppi       |
| Adicionales VAR     | Juan Soto          |
| Adicionales VAR     | Djibril Camara     |

| 13         | Guardameta     | Guillermo Ochoa |     |
| 19         | Defensa        | Jorge Sánchez   |     |
| 3          | Defensa        | César Montes    |     |
| 15         | Defensa        | Héctor Moreno   |     |
| 23         | Defensa        | Jesús Gallardo  |     |
| 16         | Centrocampista | Héctor Herrera  | 71' |
| 4          | Centrocampista | Edson Álvarez   |     |
| 24         | Centrocampista | Gerardo Chávez  |     |
| 22         | Delantero      | Hirving Lozano  |     |
| 20         | Delantero      | Henry Martín    | 71' |
| 10         | Delantero      | Alexis Vega     | 84' |
| Entrenador | Entrenador     | Gerardo Martino |     |

| 1          | Guardameta     | Wojciech Szczęsny   |     |
| 18         | Defensa        | Bartosz Bereszyński |     |
| 15         | Defensa        | Kamil Glik          |     |
| 14         | Defensa        | Jakub Kiwior        |     |
| 2          | Defensa        | Matty Cash          |     |
| 13         | Centrocampista | Jakub Kamiński      |     |
| 10         | Centrocampista | Grzegorz Krychowiak |     |
| 19         | Centrocampista | Sebastian Szymański | 72' |
| 20         | Centrocampista | Piotr Zieliński     | 88' |
| 21         | Centrocampista | Nicola Zalewski     | 46' |
| 9          | Delantero      | Robert Lewandowski  |     |
| Entrenador | Entrenador     | Czesław Michniewicz |     |

| 9  | Delantero      | Raúl Jiménez     | 71' |
| 8  | Defensa        | Carlos Rodríguez | 71' |
| 21 | Centrocampista | Uriel Antuna     | 84' |

| 6  | Centrocampista | Krystian Bielik       | 46' |
| 24 | Centrocampista | Przemysław Frankowski | 72' |
| 7  | Delantero      | Arkadiusz Milik       | 88' |

| Amonestado | 29' | Jorge Sánchez |
| Amonestado | 56' | Héctor Moreno |

| Amonestado | 76' | Przemysław Frankowski |

| Árbitro             | Christopher Beath  |
| Árbitros asistentes | Anton Shchetinin   |
| Árbitros asistentes | Ashley Beecham     |
| Cuarta árbitra      | Stéphanie Frappart |
| Quinta árbitra      | Neuza Back         |
| VAR                 | Shaun Evans        |
| Adicionales VAR     | Nicolás Gallo      |
| Adicionales VAR     | Martín Soppi       |
| Adicionales VAR     | Juan Soto          |
| Adicionales VAR     | Djibril Camara     |

| \| Estadísticas \| \| \| \| Tiros \| 11 \| 6 \| \| Tiros a puerta \| 4 \| 2 \| \| Faltas \| 14 \| 15 \| \| Saques de esquina \| 6 \| 5 \| \| Penaltis \| 0 \| 1 \| \| Fueras de juego \| 3 \| 0 \| \| Posesión de balón \| 61% \| 39% \| | Alineación inicial |                    |
| Estadísticas | Bandera de México  | Bandera de Polonia |
| Tiros | 11                 | 6                  |
| Tiros a puerta | 4                  | 2                  |
| Faltas | 14                 | 15                 |
| Saques de esquina | 6                  | 5                  |
| Penaltis | 0                  | 1                  |
| Fueras de juego | 3                  | 0                  |
| Posesión de balón | 61%                | 39%                |

#### Argentina vs. México
| 26 de noviembre | Argentina                   | 2:0 (0:0) | México | Estadio Icónico, Lusail                                                             |                                                                                     |
| 22:00           | - Messi 64' - Fernández 87' | Reporte   |        | Asistencia: 88 966 espectadores Árbitro(s): Daniele Orsato VAR: Massimiliano Irrati | Asistencia: 88 966 espectadores Árbitro(s): Daniele Orsato VAR: Massimiliano Irrati |

| 23         | Guardameta     | Emiliano Martínez   |     |
| 8          | Defensa        | Marcos Acuña        |     |
| 25         | Defensa        | Lisandro Martínez   |     |
| 19         | Defensa        | Nicolás Otamendi    |     |
| 4          | Defensa        | Gonzalo Montiel     | 63' |
| 7          | Centrocampista | Rodrigo de Paul     |     |
| 18         | Centrocampista | Guido Rodríguez     | 57' |
| 11         | Centrocampista | Ángel Di María      | 69' |
| 10         | Centrocampista | Lionel Messi        |     |
| 20         | Centrocampista | Alexis Mac Allister | 69' |
| 22         | Delantero      | Lautaro Martínez    | 63' |
| Entrenador | Entrenador     | Lionel Scaloni      |     |

| 13         | Guardameta     | Guillermo Ochoa |     |
| 3          | Defensa        | César Montes    |     |
| 2          | Defensa        | Néstor Araujo   |     |
| 15         | Defensa        | Héctor Moreno   |     |
| 26         | Centrocampista | Kevin Álvarez   | 66' |
| 16         | Centrocampista | Héctor Herrera  |     |
| 18         | Centrocampista | Andrés Guardado | 42' |
| 24         | Centrocampista | Gerardo Chávez  |     |
| 23         | Centrocampista | Jesús Gallardo  |     |
| 22         | Delantero      | Hirving Lozano  | 73' |
| 10         | Delantero      | Alexis Vega     | 66' |
| Entrenador | Entrenador     | Gerardo Martino |     |

| 24 | Centrocampista | Enzo Fernández    | 57' |
| 9  | Delantero      | Julián Álvarez    | 63' |
| 26 | Defensa        | Nahuel Molina     | 63' |
| 13 | Defensa        | Cristian Romero   | 69' |
| 14 | Centrocampista | Exequiel Palacios | 69' |

| 14 | Centrocampista | Érick Gutiérrez  | 42' |
| 9  | Delantero      | Raúl Jiménez     | 66' |
| 21 | Centrocampista | Uriel Antuna     | 66' |
| 25 | Centrocampista | Roberto Alvarado | 73' |

| Anotado | 64' | Lionel Messi   | 1–0 |
| Anotado | 87' | Enzo Fernández | 2–0 |

| Amonestado | 43' | Gonzalo Montiel |

| Amonestado | 22' | Néstor Araujo    |
| Amonestado | 50' | Érick Gutiérrez  |
| Amonestado | 50' | Héctor Herrera   |
| Amonestado | 89' | Roberto Alvarado |

| Árbitro             | Daniele Orsato                 |
| Árbitros asistentes | Ciro Carbone                   |
| Árbitros asistentes | Alessandro Giallatini          |
| Cuarto árbitro      | István Kovács                  |
| Quinto árbitro      | Ovidiu Artene                  |
| VAR                 | Massimiliano Irrati            |
| Adicionales VAR     | Paolo Valeri                   |
| Adicionales VAR     | Roberto Díaz Pérez del Palomar |
| Adicionales VAR     | Jérôme Brisard                 |
| Adicionales VAR     | Jerson dos Santos              |

| 23         | Guardameta     | Emiliano Martínez   |     |
| 8          | Defensa        | Marcos Acuña        |     |
| 25         | Defensa        | Lisandro Martínez   |     |
| 19         | Defensa        | Nicolás Otamendi    |     |
| 4          | Defensa        | Gonzalo Montiel     | 63' |
| 7          | Centrocampista | Rodrigo de Paul     |     |
| 18         | Centrocampista | Guido Rodríguez     | 57' |
| 11         | Centrocampista | Ángel Di María      | 69' |
| 10         | Centrocampista | Lionel Messi        |     |
| 20         | Centrocampista | Alexis Mac Allister | 69' |
| 22         | Delantero      | Lautaro Martínez    | 63' |
| Entrenador | Entrenador     | Lionel Scaloni      |     |

| 13         | Guardameta     | Guillermo Ochoa |     |
| 3          | Defensa        | César Montes    |     |
| 2          | Defensa        | Néstor Araujo   |     |
| 15         | Defensa        | Héctor Moreno   |     |
| 26         | Centrocampista | Kevin Álvarez   | 66' |
| 16         | Centrocampista | Héctor Herrera  |     |
| 18         | Centrocampista | Andrés Guardado | 42' |
| 24         | Centrocampista | Gerardo Chávez  |     |
| 23         | Centrocampista | Jesús Gallardo  |     |
| 22         | Delantero      | Hirving Lozano  | 73' |
| 10         | Delantero      | Alexis Vega     | 66' |
| Entrenador | Entrenador     | Gerardo Martino |     |

| 24 | Centrocampista | Enzo Fernández    | 57' |
| 9  | Delantero      | Julián Álvarez    | 63' |
| 26 | Defensa        | Nahuel Molina     | 63' |
| 13 | Defensa        | Cristian Romero   | 69' |
| 14 | Centrocampista | Exequiel Palacios | 69' |

| 14 | Centrocampista | Érick Gutiérrez  | 42' |
| 9  | Delantero      | Raúl Jiménez     | 66' |
| 21 | Centrocampista | Uriel Antuna     | 66' |
| 25 | Centrocampista | Roberto Alvarado | 73' |

| Anotado | 64' | Lionel Messi   | 1–0 |
| Anotado | 87' | Enzo Fernández | 2–0 |

| Amonestado | 43' | Gonzalo Montiel |

| Amonestado | 22' | Néstor Araujo    |
| Amonestado | 50' | Érick Gutiérrez  |
| Amonestado | 50' | Héctor Herrera   |
| Amonestado | 89' | Roberto Alvarado |

| Árbitro             | Daniele Orsato                 |
| Árbitros asistentes | Ciro Carbone                   |
| Árbitros asistentes | Alessandro Giallatini          |
| Cuarto árbitro      | István Kovács                  |
| Quinto árbitro      | Ovidiu Artene                  |
| VAR                 | Massimiliano Irrati            |
| Adicionales VAR     | Paolo Valeri                   |
| Adicionales VAR     | Roberto Díaz Pérez del Palomar |
| Adicionales VAR     | Jérôme Brisard                 |
| Adicionales VAR     | Jerson dos Santos              |

| \| Estadísticas \| \| \| \| Tiros \| 5 \| 4 \| \| Tiros a puerta \| 2 \| 1 \| \| Faltas \| 15 \| 19 \| \| Saques de esquina \| 4 \| 2 \| \| Penaltis \| 0 \| 0 \| \| Fueras de juego \| 2 \| 4 \| \| Posesión de balón \| 59% \| 41% \| | Alineación inicial   |                   |
| Estadísticas | Bandera de Argentina | Bandera de México |
| Tiros | 5                    | 4                 |
| Tiros a puerta | 2                    | 1                 |
| Faltas | 15                   | 19                |
| Saques de esquina | 4                    | 2                 |
| Penaltis | 0                    | 0                 |
| Fueras de juego | 2                    | 4                 |
| Posesión de balón | 59%                  | 41%               |

#### Arabia Saudita vs. México
| 30 de noviembre | Arabia Saudita      | 1:2 (0:0) | México                    | Estadio Icónico, Lusail                                                             |                                                                                     |
| 22:00           | S. Al-Dawsari 90+5' | Reporte   | - Martín 47' - Chávez 52' | Asistencia: 84 985 espectadores Árbitro(s): Michael Oliver VAR: Massimiliano Irrati | Asistencia: 84 985 espectadores Árbitro(s): Michael Oliver VAR: Massimiliano Irrati |

| 21         | Guardameta     | Mohammed Al-Owais |     |
| 17         | Defensa        | Hassan Tambakti   |     |
| 4          | Defensa        | Abdulelah Al-Amri |     |
| 5          | Defensa        | Ali Al-Bulaihi    | 37' |
| 2          | Centrocampista | Sultan Al-Ghanam  | 88' |
| 15         | Centrocampista | Ali Al-Hassan     | 46' |
| 23         | Centrocampista | Mohamed Kanno     |     |
| 12         | Centrocampista | Saud Abdulhamid   |     |
| 9          | Delantero      | Firas Al-Buraikan |     |
| 11         | Delantero      | Saleh Al-Shehri   | 62' |
| 10         | Delantero      | Salem Al-Dawsari  |     |
| Entrenador | Entrenador     | Hervé Renard      |     |

| 13         | Guardameta     | Guillermo Ochoa |     |
| 19         | Defensa        | Jorge Sánchez   | 86' |
| 3          | Defensa        | César Montes    |     |
| 15         | Defensa        | Héctor Moreno   |     |
| 23         | Defensa        | Jesús Gallardo  |     |
| 4          | Centrocampista | Edson Álvarez   | 86' |
| 24         | Centrocampista | Gerardo Chávez  |     |
| 22         | Centrocampista | Hirving Lozano  |     |
| 17         | Centrocampista | Orbelín Pineda  | 77' |
| 10         | Centrocampista | Alexis Vega     | 46' |
| 20         | Delantero      | Henry Martín    | 77' |
| Entrenador | Entrenador     | Gerardo Martino |     |

| 26 | Centrocampista | Riyadh Sharahili     | 37' |
| 3  | Defensa        | Abdullah Madu        | 46' |
| 20 | Delantero      | Abdulrahman Al-Aboud | 62' |
| 19 | Delantero      | Hattan Bahebri       | 88' |

| 21 | Centrocampista | Uriel Antuna       | 46' |
| 8  | Centrocampista | Charly Rodríguez   | 77' |
| 9  | Delantero      | Raúl Jiménez       | 77' |
| 26 | Defensa        | Kevin Álvarez      | 86' |
| 11 | Delantero      | Rogelio Funes Mori | 86' |

| Anotado | 90+5' | Salem Al-Dawsari | 1–2 |

| Anotado | 47' | Henry Martín   | 0–1 |
| Anotado | 52' | Gerardo Chávez | 0–2 |

| Amonestado | 28'   | Saleh Al-Shehri   |
| Amonestado | 34'   | Ali Al-Hassan     |
| Amonestado | 52'   | Hassan Tambakti   |
| Amonestado | 81'   | Abdullah Madu     |
| Amonestado | 90+1' | Abdulelah Al-Amri |
| Amonestado | 90+7' | Hattan Bahebri    |

| Amonestado | 16' | Edson Álvarez |

| Árbitro             | Michael Oliver                     |
| Árbitros asistentes | Stuart Burt                        |
| Árbitros asistentes | Simon Bennett                      |
| Cuarto árbitro      | István Kovács                      |
| Quinto árbitro      | Vasile Marinescu                   |
| VAR                 | Massimiliano Irrati                |
| Adicionales VAR     | Paolo Valeri                       |
| Adicionales VAR     | Alessandro Giallatini              |
| Adicionales VAR     | Alejandro José Hernández Hernández |
| Adicionales VAR     | Ciro Carbone                       |

| 21         | Guardameta     | Mohammed Al-Owais |     |
| 17         | Defensa        | Hassan Tambakti   |     |
| 4          | Defensa        | Abdulelah Al-Amri |     |
| 5          | Defensa        | Ali Al-Bulaihi    | 37' |
| 2          | Centrocampista | Sultan Al-Ghanam  | 88' |
| 15         | Centrocampista | Ali Al-Hassan     | 46' |
| 23         | Centrocampista | Mohamed Kanno     |     |
| 12         | Centrocampista | Saud Abdulhamid   |     |
| 9          | Delantero      | Firas Al-Buraikan |     |
| 11         | Delantero      | Saleh Al-Shehri   | 62' |
| 10         | Delantero      | Salem Al-Dawsari  |     |
| Entrenador | Entrenador     | Hervé Renard      |     |

| 13         | Guardameta     | Guillermo Ochoa |     |
| 19         | Defensa        | Jorge Sánchez   | 86' |
| 3          | Defensa        | César Montes    |     |
| 15         | Defensa        | Héctor Moreno   |     |
| 23         | Defensa        | Jesús Gallardo  |     |
| 4          | Centrocampista | Edson Álvarez   | 86' |
| 24         | Centrocampista | Gerardo Chávez  |     |
| 22         | Centrocampista | Hirving Lozano  |     |
| 17         | Centrocampista | Orbelín Pineda  | 77' |
| 10         | Centrocampista | Alexis Vega     | 46' |
| 20         | Delantero      | Henry Martín    | 77' |
| Entrenador | Entrenador     | Gerardo Martino |     |

| 26 | Centrocampista | Riyadh Sharahili     | 37' |
| 3  | Defensa        | Abdullah Madu        | 46' |
| 20 | Delantero      | Abdulrahman Al-Aboud | 62' |
| 19 | Delantero      | Hattan Bahebri       | 88' |

| 21 | Centrocampista | Uriel Antuna       | 46' |
| 8  | Centrocampista | Charly Rodríguez   | 77' |
| 9  | Delantero      | Raúl Jiménez       | 77' |
| 26 | Defensa        | Kevin Álvarez      | 86' |
| 11 | Delantero      | Rogelio Funes Mori | 86' |

| Anotado | 90+5' | Salem Al-Dawsari | 1–2 |

| Anotado | 47' | Henry Martín   | 0–1 |
| Anotado | 52' | Gerardo Chávez | 0–2 |

| Amonestado | 28'   | Saleh Al-Shehri   |
| Amonestado | 34'   | Ali Al-Hassan     |
| Amonestado | 52'   | Hassan Tambakti   |
| Amonestado | 81'   | Abdullah Madu     |
| Amonestado | 90+1' | Abdulelah Al-Amri |
| Amonestado | 90+7' | Hattan Bahebri    |

| Amonestado | 16' | Edson Álvarez |

| Árbitro             | Michael Oliver                     |
| Árbitros asistentes | Stuart Burt                        |
| Árbitros asistentes | Simon Bennett                      |
| Cuarto árbitro      | István Kovács                      |
| Quinto árbitro      | Vasile Marinescu                   |
| VAR                 | Massimiliano Irrati                |
| Adicionales VAR     | Paolo Valeri                       |
| Adicionales VAR     | Alessandro Giallatini              |
| Adicionales VAR     | Alejandro José Hernández Hernández |
| Adicionales VAR     | Ciro Carbone                       |

| \| Estadísticas \| \| \| \| Tiros \| 10 \| 26 \| \| Tiros a puerta \| 2 \| 11 \| \| Faltas \| 20 \| 18 \| \| Saques de esquina \| 1 \| 8 \| \| Penaltis \| 0 \| 0 \| \| Fueras de juego \| 2 \| 6 \| \| Posesión de balón \| 39% \| 61% \| | Alineación inicial        |                   |
| Estadísticas | Bandera de Arabia Saudita | Bandera de México |
| Tiros | 10                        | 26                |
| Tiros a puerta | 2                         | 11                |
| Faltas | 20                        | 18                |
| Saques de esquina | 1                         | 8                 |
| Penaltis | 0                         | 0                 |
| Fueras de juego | 2                         | 6                 |
| Posesión de balón | 39%                       | 61%               |

## Estadísticas

### Goleadores
| #     | Jugador             | Anotado | PJ | Prom. | Jugada | Cabeza | Tiro libre | Penal |
| ----- | ------------------- | ------- | -- | ----- | ------ | ------ | ---------- | ----- |
| 1     | Henry Martín        | 1       | 2  | 0.5   | 1      | 0      | 0          | 0     |
| 2     | Luis Gerardo Chávez | 1       | 3  | 0.33  | 0      | 0      | 1          | 0     |
| Total | Total               | 2       | 3  | 0.67  | 1      | 0      | 1          | 0     |

### Asistencias
| #     | Jugador      | Asistencia | Jugada | Cabeza | Tiro libre | Saque de esquina |
| ----- | ------------ | ---------- | ------ | ------ | ---------- | ---------------- |
| 1     | César Montes | 1          | 1      | 0      | 0          | 0                |
| Total | Total        | 1          | 1      | 0      | 0          | 0                |

### Tarjetas disciplinarias
| #     | Jugador          | Amonestado | Otorgado · Expulsado | Expulsado | Sanción |
| ----- | ---------------- | ---------- | -------------------- | --------- | ------- |
| 1     | Jorge Sánchez    | 1          | 0                    | 0         |         |
| 2     | Héctor Moreno    | 1          | 0                    | 0         |         |
| 3     | Néstor Araujo    | 1          | 0                    | 0         |         |
| 4     | Érick Gutiérrez  | 1          | 0                    | 0         |         |
| 5     | Héctor Herrera   | 1          | 0                    | 0         |         |
| 6     | Roberto Alvarado | 1          | 0                    | 0         |         |
| 7     | Edson Álvarez    | 1          | 0                    | 0         |         |
| Total | Total            | 7          | 0                    | 0         |         |